# Historias Breves III
Historias Breves III es una película de Argentina filmada en colores integrada por 15 cortometrajes dirigidos por  jóvenes realizadores  que se estrenó el 14 de octubre de 1999.
Es una selección del Instituto Nacional de Cine y Artes Audiovisuales para cuya producción aportó cuarenta mil dólares.

## Cortometrajes participantes
| Título                             | Director                               | Guionista                              | Duración | Sinopsis |
| ---------------------------------- | -------------------------------------- | -------------------------------------- | -------- | --- |
| Territorio                         | Marcelo del Puerto                     | Marcelo del Puerto                     | 14 min.  | La lucha de dos hombres por una mujer y Buenos Aires pasa a ser una especie de zoológico |
| Catherine                          | Roberto Soto                           | Roberto Soto                           | 12 min.  | Una serie de encuentros que tiene un hombre que salió a trabajar en la ruta. |
| Candela                            | Martín Romanella                       | Martín Romanella                       | 16 min.  | En un país centroamericano una mujer lanzacuchillos busca amparo en un circo después de matar a su representante                                                                                           |
| Paseador de almas                  | Sebastián Lozano                       | Sebastián Lozano                       | 12 min.  | Un chico marginal encuentra un viejo ciruja que le dice que pasea almas en una bolsa de arpillera |
| Familia Fortone                    | Guido Lublinsky                        | Roberto Ibáñez                         | 13 min.  | Un marginal que vive en su mausoleo familiar enfrenta el desalojo que intenta un ambicioso inmobiliario |
| El fueye                           | Gustavo Macri                          | Gustavo Macri                          | 15 min.  | Un chico llamado Aníbal Troilo aprende a tocar bandoneón en la década de 1920 |
| El séptimo día                     | Gabriel Lichmann y Gustavo Soltanovich | Gabriel Lichmann y Gustavo Soltanovich | 12 min.  | Un Bar Mitzvah está a punto de suspenderse por un corte de electricidad por las medidas de seguridad posteriores al Atentado a la AMIA                                                                     |
| El ladrillo                        | Fernando Massobrio                     | Fernando Massobrio                     | 13 min.  | Dos amigos convienen vender marihuana pero uno de ellos vuelve sin el dinero ni la droga |
| Zapallares                         | Carlos Monroy                          | Carlos Monroy                          | 15 min.  | El dibujo de una mujer desnuda hecho por un preso en el colchón del compañero de celda provoca que los otros reclusos aspiren a un dibujo semejante y la llegada de los medios ocasiona un intento de fuga |
| Nostalgia en la mesa 8             | Andrés Muschietti                      | Andrés Muschietti                      | 17 min.  | Un club encuentra durante la huelga de jugadores de 1948 un delantero excepcional que juega en chancletas                                                                                                  |
| Lara y los trenes                  | Santiago Loza                          | Santiago Loza                          | 14 min.  | La vida de una anciana lisiada y la joven que la cuida |
| La botella                         | Liliana Paolinelli                     | Liliana Paollinelli                    | 14 min.  | Un grupo de cincuentones amigos juega a la botella con su secuela de besos, cachetadas, cambio de parejas, hasta que una integrante decide cambiar las reglas                                              |
| Dónde estaba Dios cuando te fuiste | Marcelo Schapees                       | Marcelo Schapees                       | 14 min.  | El dueño de un bar que abre las 24 horas se bate a duelo con un cliente |
| Maricel y los del puente           | Daniel Mancini                         | Daniel Mancini                         | 16 min.  | Una mujer va al encuentro con su novio prófugo y encuentra extraños personajes |
| La media medalla                   | Marco Grossi                           | Marco Grossi                           | 12 min.  | Cuando un excombatiente de Malvinas roba su bolso a una mujer, su contenido lo conmociona |

| Título                             | Música                                                                | Montaje                   | Intérpretes | Fotografía        | Prod.ejecutiva                          |
| ---------------------------------- | --------------------------------------------------------------------- | ------------------------- | --- | ----------------- | --------------------------------------- |
| Territorio                         | Claudio Serra                                                         | Rafel Menéndez            | Liz Balut, Gabriel Galíndez, Eduardo Lanfranchi y Tesidio Gotilla | Pablo Zubizarreta | Ignacio Rey                             |
| Catherine                          | Charly Peronace                                                       |                           | Darío Lucheta, Violeta Zorrilla, Jorge Morhain, Eduardo Molina y Germán González | Paola Rizzi       | Sebastián Sarquís                       |
| Candela                            | Alejandro Franov                                                      | Alberto Ponce             | | Claudio Álvarez   | Maximiliano DuBois                      |
| Paseador de almas                  | Martín Larguía                                                        | Verónica Chen             | Walter Balzarini, Adrián Justo Escobar, Fausto Collado, Divino Vivas, Mariano Otero | Pablo Galarza     | Néstor Sánchez Sotelo                   |
| Familia Fortone                    | Edgardo Rudnitzky                                                     |                           | Héctor Malamud, Fausto Collado, Bernardo Baras, Ricardo Merkin | Pablo Jamardo     | Roberto Ibáñez                          |
| El fueye                           | Aníbal Troilo y Walter Ríos                                           | Gustavo Macri y F.Fossati | Osvaldo Santoro, Ezequiel Chamorro, Carlos Viggiano, María Fiorentino, Antonio Ugo, Máximo Lázzeri, Pablo Razuk y Leandro Recalde | Claudio Álvarez   |                                         |
| El séptimo día                     | Tema tradicional arreglado e interpretado por The Wezmatics           | Nicolás Goldbart          | Sammy Lerner, Mauricio Wigutow, Fanny Robman, Ezequiel Ezquenazi Storey, Benjamín Naishtat, Moisés G. Aguilar, Mirta Bouhebent, Carmela Dardick, Romina Szenaider, Rubén Saferstein, Javier Ludovsky, Luciano Carrillar, Ariel Dlugonoga, Ariel Leberesznk | Lucio Bonelli     |                                         |
| El ladrillo                        |                                                                       | Jorge Gil                 | Fabio Prado Fernández, José Minuchín, Ester Medina | Salvador Melita   |                                         |
| Zapallares                         |                                                                       | Aldo Castelli             | Ulises Dumont, Roberto Carnaghi, Eduardo Calvo, Carlos Ciacci. Carlos García, Mario Galvano | Ariel Vilches     | Marcela Pérez                           |
| Nostalgia en la mesa 8             |                                                                       | Agustín Berruezo          | Oscar Alegre, Alberto Busaid, Lito Cruz, Pablo Farina, Carlos Moreno, Luisa Núñez, David di Napoli y Federico Russo | Pablo Galarza     | Ileana Novas                            |
| Lara y los trenes                  |                                                                       |                           | Mara Santucho, Diana Wells y Ricardo Salas | Ada Frontini      |                                         |
| La botella                         |                                                                       |                           | Coco Santillán, Lilia Lardone.Lucía Pihen,Jota Treller, Eduardo Rivetto,Oscar Bernard, JorgeReynoso y Nilda Fantini | Ada Frontini      | María Eugenia Luján y Gonzalo Fernández |
| Dónde estaba Dios cuando te fuiste | Pedro Onetto y tema de Enrique Santos Discépolo por Roberto Goyeneche |                           | Sandra Ballesteros, Javier van de Couter, Mario Paolucci, Mausi Martínez, Alejandro Awada, Ricardo Merkin, Néstor Sánchez, Astrid Kerlof y Laura Álvarez                                                                                                   | Ricardo Pulpeiro  | Mariángeles Mira                        |
| Maricel y los del puente           |                                                                       | Verónica Rossi            | Cristina Solís, Gonzalo Aloras, Marrcelo Ferlazzo, Gachi Roldán, Raúl Calandra y Mónica Alfonso | Fernando Zago     | Pablo Grassi y Claudio Perrín           |
| La media medalla                   | Wenchi Lazo                                                           | Liliana Nadal             | Noemí Frenkel, Carlos Santamaría y Julieta Melogno |                   | Vanessa Ragone y Florencia Enghel       |

## Comentarios
Luciano Monteagudo en Página 12 opinó que:

”Los 15 cortos…presentan una inquietante homogeneidad: casi ninguno se pregunta nada sobre sí mismo o sobre el mundo que los rodea…Casi todos…transcurren en interiores…o en espacios clausurados, alejados de toda realidad exterior…Casi se diría que…revelan una suerte de temor por encontrarse con un mundo que es ancho y ajeno, pero también fascinante en personajes e historias…falta libertad y abunda la música, omnipresente, invasiva, como si fuera la muleta de unas imágenes y unos sonidos que no se animan a sostenerse por sí solos”

Quintín en El Amante del Cine escribió sobre el filme:

”La calidad es baja, el riesgo y la sinceridad, infrecuentes.” 

Aníbal Vinelli en Clarín dijo:

”(los) factores en común: la disposición estética y un encomiable concepto de perfección…los criterios para el castins y la idea de vestir cada entrega con la musicalización y el mayor cuidado posible en encuadre e iluminación. Entre los debes…aparecen…más de un tiempo muerto, de pausas y silencios que no siempre son reflexión sino baches narrativos, cierta brusquedad en las definiciones y una inevitable disparidad en los diálogos y en la manera en que estos, a veces, son dichos.” 